# Granges-sur-Lot

Granges-sur-Lot este o comună în departamentul Lot-et-Garonne din sud-vestul Franței. În 2009 avea o populație de 589 de locuitori.

## Evoluția populației
| An        | 1975 | 1982 | 1990 | 1999 | 2006 | 2009 |
| --------- | ---- | ---- | ---- | ---- | ---- | ---- |
| Populație | 403  | 459  | 527  | 540  | 595  | 589  |